# S-Oil
S-Oil Corporation (Hangul: 에쓰-오일) là một công ty dầu khí và lọc dầu có trụ sở chính tại Seoul, Hàn Quốc; được thành lập vào năm 1976 với tên gọi ban đầu là công ty dầu khí Hàn Quốc-Iran (Hangul: 한이석유). Công ty chuyên sản xuất dầu mỏ, hóa dầu và sản phẩm dầu nhờn. S-Oil đã được liệt kê trong Fortune Global 500 vào năm 2009 (xếp hạng 441).
Nhà máy lọc dầu Onsan của S-Oil ở Ulsan có công suất khoảng 650.000 thùng/ngày vào năm 2016.

## Quản trị doanh nghiệp
Tính đến  ngày 13 tháng 6 năm 2019, giám đốc điều hành và người đại diện doanh nghiệp là Hussain A. Al-Qahtani.

## Quyền sở hữu
Saudi Aramco đã mua 35% quyền sở hữu S-Oil vào tháng 8 năm 1991, và tăng lên 65% vào năm 2014. Cổ phiếu phổ thông được giao dịch trên sàn giao dịch chứng khoán Hàn Quốc.